# Liga IDEA
Liga IDEA – wspólne przedsięwzięcie Imperial College London, Technische Universiteit Delft, Eidgenössische Technische Hochschule Zürich, Rheinisch-Westfälische Technische Hochschule Aachen i ParisTech, którego zadaniem jest działanie na rzecz tworzenia międzynarodowych standardów w edukacji i nauce.
Studenci mają możliwość migrowania między uczelniami stowarzyszonymi w lidze.